# Staroobrzędowcy w Estonii

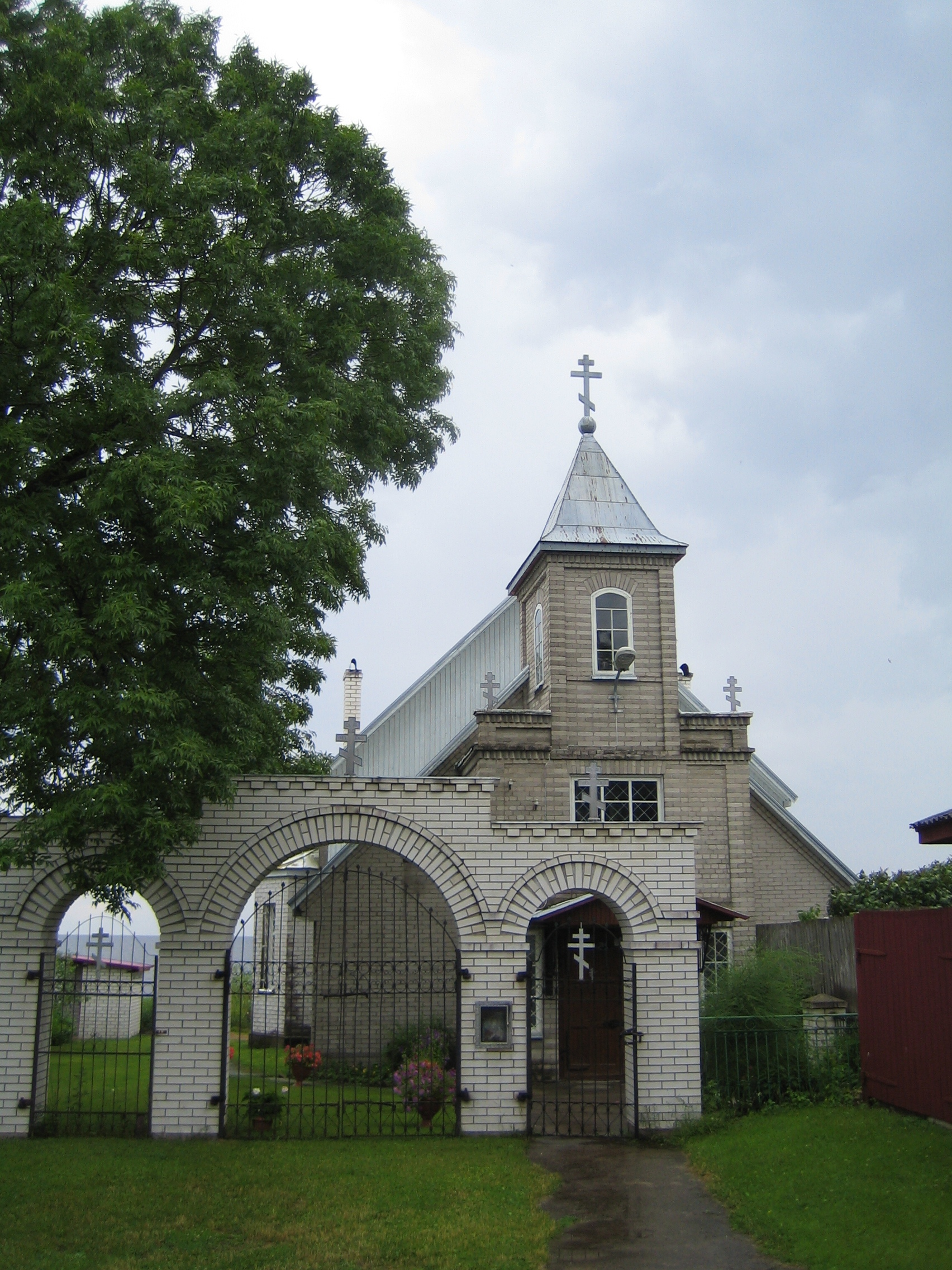
Molenna w Kükicie

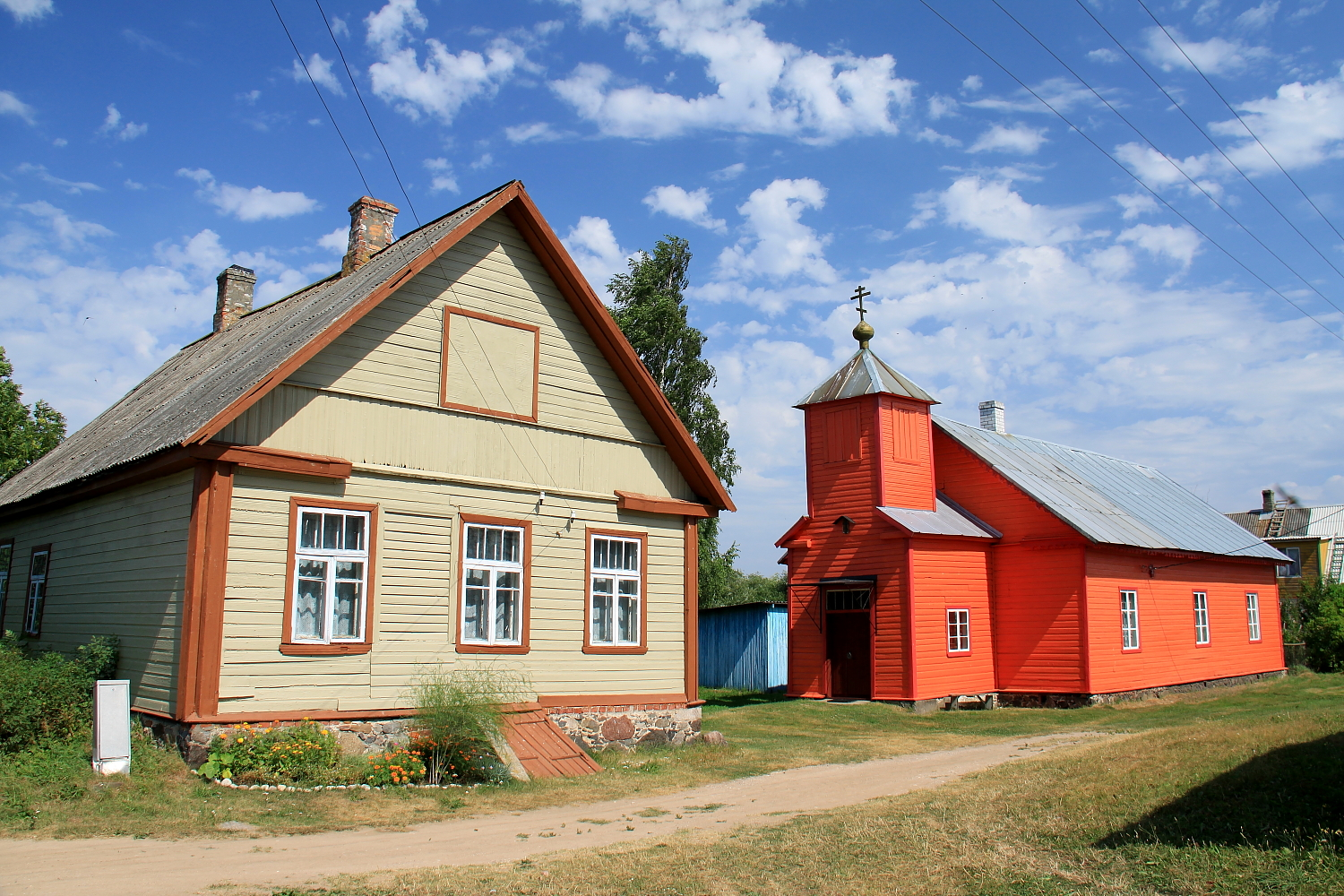
Molenna w Pirisaar

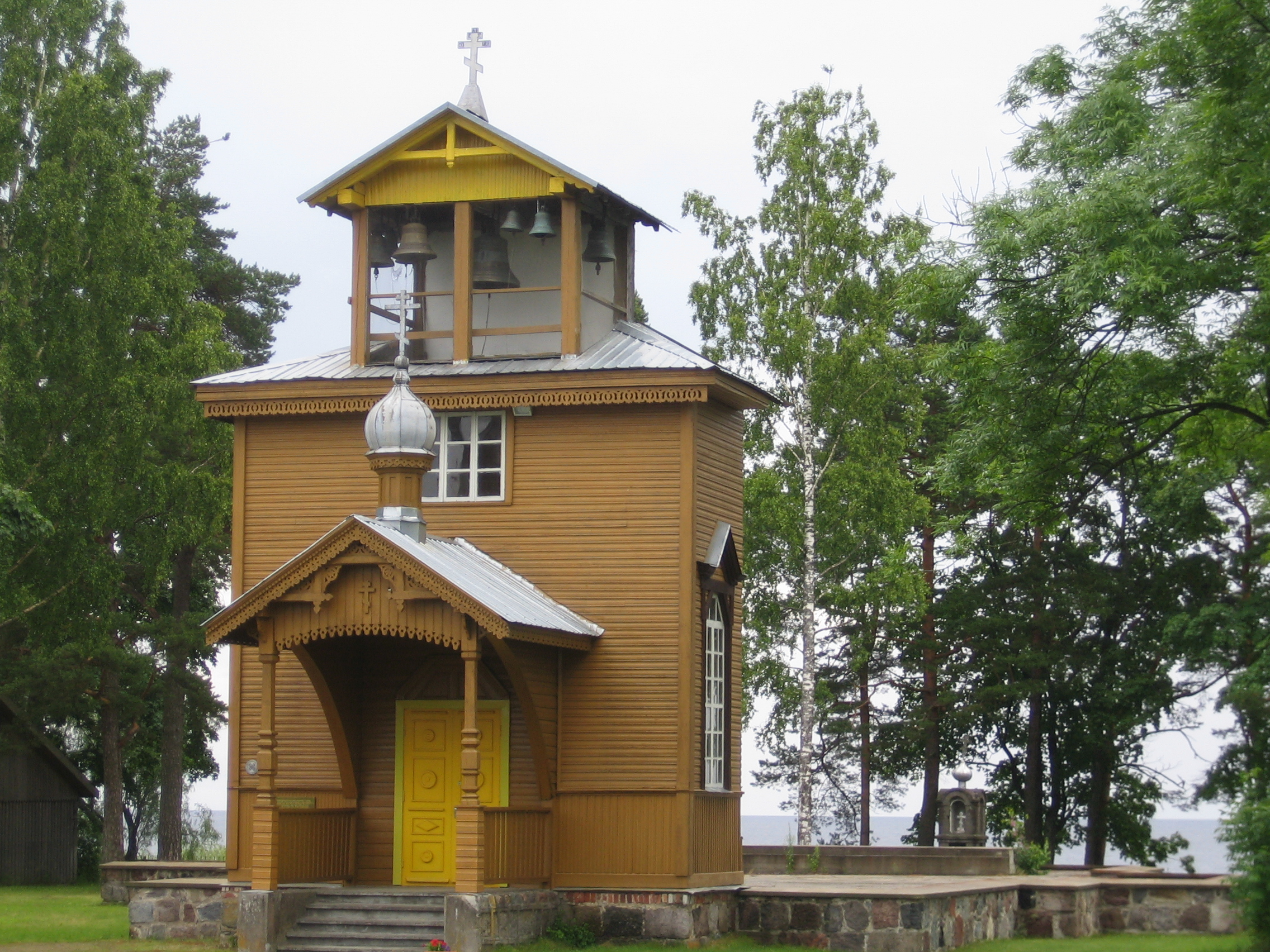
Dzwonnica przy molennie w Raji

Staroobrzędowcy w Estonii są obecni od końca XVII w. Pierwsi osadnicy tego wyznania na wymienionym obszarze byli uchodźcami z ziemi nowogrodzkiej, uciekającymi przed represjami ze strony władz świeckich oraz hierarchii Rosyjskiego Kościoła Prawosławnego. Początkowo większość z nich należała do nurtu bezpopowców-fiedosiejewców, z czasem liczebnie zaczęli przeważać bezpopowcy-pomorcy. Największe skupisko starowierców stanowiły ziemie na zachodnim brzegu Jeziora Czudzkiego.
Liczebność staroobrzędowców w Estonii czasowo spadła wskutek represji carskich za panowania Mikołaja I, jednak wzrosła ponownie w drugiej połowie XIX w. wskutek migracji starowierców z innych regionów Rosji oraz dzięki bardziej tolerancyjnej polityce Aleksandra II i Aleksandra III. Po wydaniu przez Mikołaja II w 1905 ukazu tolerancyjnego w Estonii zarejestrowanych zostało sześć gmin starowierskich.
W niepodległej Estonii staroobrzędowcy posiadali pełną swobodę działania, ich przedstawiciele angażowali się w życie społeczne kraju. Centralnym organem zrzeszającym gminy tego wyznania była Staroobrzędowa Cerkiew Estonii. Ponowny spadek liczby wyznawców „starej wiary” odnotowano w latach przynależności Estonii do ZSRR, wskutek antyreligijnej polityki państwowej oraz wyludniania się tradycyjnie zamieszkiwanych przez nich ziem na wschodzie kraju. W 2010 liczbę wszystkich staroobrzędowców w Estonii szacowano na 15 tys. osób, z czego aktywnie w życiu swoich gmin uczestniczyło 2,5 tys.

## XVII–XVIII w.
Dokładny moment pojawienia się na terytorium współczesnej Estonii pierwszych grup starowierców jest niemożliwy do ustalenia z powodu braku precyzyjnych dokumentów. Z pewnością w końcu XVII w. staroobrzędowi uchodźcy z ziemi nowogrodzkiej obecni byli w Liwonii, na terenie dzisiejszej południowej Estonii. Na początku wieku XVIII powstał Monaster Riapiński – pierwszy klasztor starowierski w regionie. W 1718 jego przełożony, Konstantyn (Fiodorow), porzucił dotychczasowe wyznania, zaś większość mieszkańców monasteru została aresztowana. Nieliczni zbiegowie uciekli do Mustjoe k. Narwy oraz do Tartu. Do końca XVIII stulecia powstały molenny w Tallinnie, Tartu, Kasepää, Kallaste, Kolkach, Mustvee, Pirisaare i Varni. Główne skupiska starowierców stanowiły okolice Jeziora Czudzkiego, Tallinn oraz wsie Mustjoe i Uhha k. Narwy. Ich łączna liczebność przekraczała trzy tysiące, z czego większość należała do bezpopowców-fiedosiejewców.

## XIX w.
Wskutek represyjnej polityki cara Mikołaja I liczebność staroobrzędowców w Estonii znacznie spadła. Po 1820 wprowadzony został zakaz budowy nowych molenn, carska administracja podjęła ponadto działania na rzecz likwidacji już istniejących. We wschodniej Estonii zamknięto wszystkie świątynie starowierskie oprócz obiektu w Kasepää. W Tallinnie nie zamknięto funkcjonującej molenny, lecz zabroniono dopisywania nowych wyznawców do miejscowej gminy. W Tartu nie zezwolono na remont istniejącej kaplicy domowej, zamykając ją równocześnie z powodu złego stanu technicznego. Równocześnie znaczna część staroobrzędowych duchownych i nastawników zostało uwięzionych lub przymusowo osadzonych w monasterach pod zarzutem krytyki prawosławia i dążenia do pozyskiwania nowych wiernych.
Zgodnie z carskim ukazem dzieci staroobrzędowców musiały być chrzczone w parafiach Rosyjskiego Kościoła Prawosławnego i formalnie funkcjonowały jako wyznawcy religii państwowej. W praktyce jednak administracja nie była w stanie zapewnić, by pozostając pod opieką rodziców-starowierców nie zostały one ochrzczone ponownie według ich obrządku i wychowane na staroobrzędowców. Innym środkiem, za pomocą którego władze carskie dążyły do włączenia starowierców do Rosyjskiego Kościoła Prawosławnego było sprowadzanie na ziemie estońskie jednowierców, przekazywania im majątku likwidowanych gmin staroobrzędowych i budynków molenn.
Następca Mikołaja I, Aleksander II, zliberalizował politykę wobec starowierców. Jego następca Aleksander III również zezwalał im na budowę i remonty świątyń. Po 1883 odnowione zostały budynki sakralne w Tartu, Kallaste, Kasepää, Kükita i w Raji. W tym samym okresie liczba staroobrzędowców na ziemiach estońskich zaczęła ponownie rosnąć wskutek migracji osób tego wyznania z innych guberni rosyjskich.
W pierwszej połowie XIX stulecia większość staroobrzędowców z ziem estońskich należała do warstwy chłopskiej, mniejsza grupa zajmowała się kupiectwem. Od lat 80. XIX w., gdy w Rosji nastąpił szybki rozwój przemysłu, starowiercy estońscy zaczęli przenosić się do miast.

## XX w.
W 1905 car Mikołaj II ogłosił ukaz o tolerancji religijnej, który pozwolił staroobrzędowcom uzyskać pełnię praw obywatelskich. Od 1907 do 1913 dzięki jego postanowieniom w Estonii zarejestrowano sześć gmin staroobrzędowych.

### W niepodległej Estonii

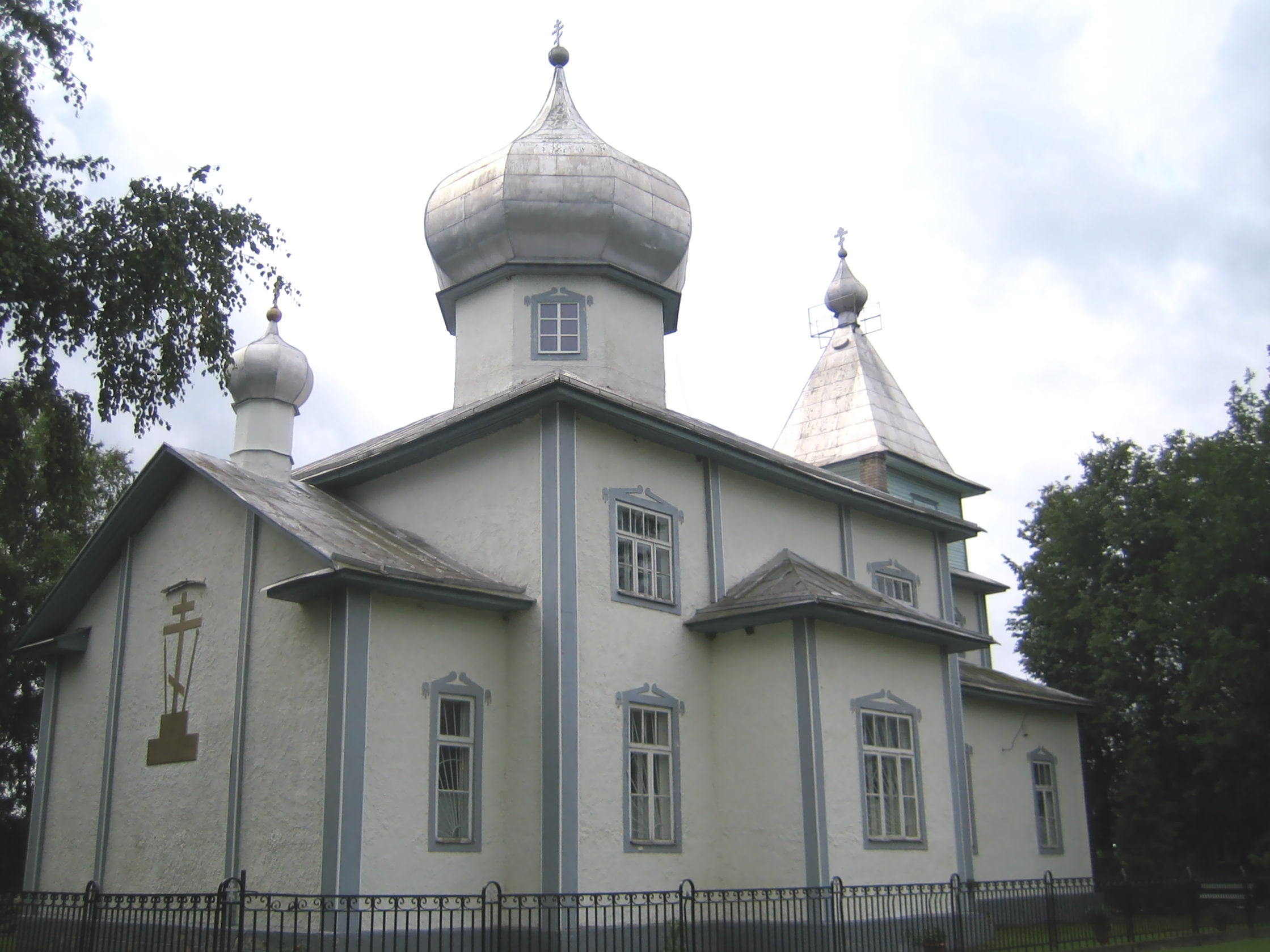
Zbudowana od podstaw w dwudziestoleciu międzywojennym molenna w Mustvee

W niepodległej Estonii konstytucja przewidywała równość wszystkich wyznań, co gwarantowało starowiercom pełną swobodę religijną. Ich przedstawiciele byli aktywni w życiu społecznym i politycznym kraju. W II i III kadencji Rikikogu jednym z deputowanych był poseł staroobrzędowy z okręgu regionu jeziora Pejpus. Według spisu powszechnego z 1922 na terenie kraju zamieszkiwało 10 tys. starowierców.
W 1928 na V zjeździe staroobrzędowców Estonii w Kallaste funkcjonujące gminy zjednoczyły się w Staroobrzędową Cerkiew Estonii (inna nazwa: Związek Cerkwi Staroobrzędowców), która do 1940 koordynowała działalność starowierskich placówek duszpasterskich w kraju, opiekowała się majątkiem kościelnym, rozstrzygała spory kanoniczne i prowadziła działalność katechetyczną oraz propagowała swoje wyznanie. Starała się ponadto zahamować proces laicyzacji, jaki stał się zauważalny w tradycyjnym skupisku staroobrzędowców nad jeziorem Pejpus. W latach 30. XX wieku przeprowadzono również remonty w kilku molennach oraz wzniesioną nową w Mustvee.

### II wojna światowa i okres przynależności Estonii do ZSRR
Po aneksji Estonii do ZSRR, a następnie agresji III Rzeszy przeciwko temu państwu znaczna część staroobrzędowców została zmuszona do wyjazdu w głąb Związku Radzieckiego. Pozostali na miejscu starowiercy unikali kolaboracji z Niemcami. W okresie wojny zniszczone zostały niektóre świątynie staroobrzędowe, m.in. molenna w Tartu, która spłonęła wskutek bombardowania w 1941.
W pierwszych latach po zakończeniu działań wojennych staroobrzędowcy odremontowali kilka obiektów sakralnych. W kolejnych dekadach, pod wpływem antyreligijnej polityki państwowej, ich liczba i aktywność malała. W propagandzie radzieckiej w Estonii starowierców przedstawiano jako ludzi ciemnych i sekciarzy. Młodzież ze wsi tradycyjnie zamieszkiwanych przez staroobrzędowców przenosiła się do miast i laicyzowała.

## W Estonii po 1991
W niepodległej Estonii staroobrzędowcy ponownie uzyskali sprzyjające warunki dla kultywowania swoich tradycji. Po 1991 umożliwiono naukę języka cerkiewnosłowiańskiego i nauczanie religii w szkołach, otwarto muzea staroobrzędowców w Mustwee, Varni i Kolkach. Od 1995 działa Związek Staroobrzędowych Gmin Estonii skupiający dziesięć (z 11) placówek duszpasterskich. Są to gminy bezpopowskie, nurtu pomorskiego, z wyjątkiem jednej molenny fiedosiejewskiej. Władze Estonii współfinansują niektóre projekty inicjowane przez organizacje staroobrzędowe.
Wskutek dziesięcioleci antyreligijnej polityki radzieckiej religijność staroobrzędowców estońskich i zachowywanie przez nich tradycyjnych zwyczajów (np. zakazu palenia tytoniu) znacznie zmalały. Z 15 tys. osób deklarujących wyznanie staroobrzędowe czynnie w życiu swoich wspólnot uczestniczy jedynie 2,5 tys. Nie wszystkie molenny mają wyznaczonych stałych nastawników.
Staroobrzędowcy estońscy posługują się w życiu codziennym gwarą rosyjską (regionu pskowskiego) lub rosyjskim językiem literackim, z reguły znają również język estoński, choć w starszym pokoleniu nadal spotyka się osoby, które władają jedynie rosyjskim.